# Alfabeats Nu Jazz - Stones
| Recensione   | Giudizio |
| ------------ | -------- |
| AllAboutJazz |          |

Alfabeats Nu Jazz - Stones è un album discografico registrato in Italia da Roberto Magris con il gruppo Alfabeats Nu Jazz. L’album è stato pubblicato negli Stati Uniti su etichetta Oasis nel 2006 e distribuito dalla JMood di Kansas City. Il genere musicale spazia dal jazz al nu jazz,  jazz-funk, e progressive.

## Tracce
1. Syeeda’s Flute In Wonderland – 6:04 (testo: Max Mbassado Marzio – musica: Roberto Magris)
2. Stones – 6:27 (testo: Max Mbassado Marzio – musica: Roberto Magris)
3. Islamic Spires – 5:06 (testo: Max Mbassado Marzio – musica: Roberto Magris)
4. Red Cap & The Bad Loop – 6:30 (testo: Max Mbassado Marzio – musica: Roberto Magris)
5. L.A.P.D. – 2:53 (testo: Max Mbassado Marzio – musica: Andriolo/Boscagin)
6. Terra Nuda – 2:27 (testo: Max Mbassado Marzio – musica: Roberto Magris)
7. Reaching The Holy Land – 4:55 (Roberto Magris)
8. Get Coltranized – 4:52 (testo: Max Mbassado Marzio – musica: Roberto Magris)
9. Floppy Generation Blues – 4:02 (testo: Max Mbassado Marzio – musica: Roberto Magris)

## Musicisti
- Max Mbassado Marzio – voce rap
- Luca Boscagin – chitarra elettrica
- Roberto Magris – pianoforte, piano elettrico, organo Hammond
- Paolo Andriolo – basso elettrico
- Paolo Prizzon – batteria e percussioni